# Adams megye (Iowa)
Adams megye az Amerikai Egyesült Államokban, azon belül Iowa államban található. Lakosainak száma 3704 fő (2020. április 1.). Adams megye Adair, Taylor, Cass, Montgomery, Page, Union és Ringgold megyékkel határos.

## Népesség
A megye népessége az elmúlt években az alábbi módon változott:
| Lakosok száma | 4023 | 3994 | 3907 | 3894 | 3796 | 3704 |
|               | 2010 | 2011 | 2012 | 2013 | 2015 | 2020 |